# Красное (Рыбинский район)
Красное — село Октябрьского сельского округа в Октябрьском сельском поселении Рыбинского района Ярославской области.
Село расположено на севере сельского поселения на небольшом удалении от крутого обрыва правого берега Волги, высотой 35 м. Выше по течению, на запад от Красного, ближе к берегу Волги стоит деревня Рютово, отделенное только прибрежным оврагом с небольшим ручейком. К востоку, на расстоянии около 1,5 км, — деревня Панфилки.
В 1620-х годах упоминается как имение князя А. Г. Долгорукова. Уже тогда в селе были деревянные Георгиевская и Введенская церкви.
В селе прошли детские и юношеские годы Героя Советского Союза, генерала-майора авиации И. Ф. Балашова. В селе он организовал ячейку комсомола и был её секретарём.

## Население
| 1859 | 2002 | 2007 | 2010 |
| ---- | ---- | ---- | ---- |
| 42   | ↘1   | ↗2   | →2   |

На 1 января 2007 года в селе числилось 2 постоянных жителя. Село обслуживается почтовым отделением в посёлке Песочное. По почтовым данным в селе 14 домов.

## Пристань Красное
При Советской власти на берегу Волги, непосредственно около села находилась пассажирская пристань в виде плавучего дебаркадера. Она была одной из станций районной пассажирской линии: Рыбинск — Сундоба — Горелая Гряда — Красное — Пирогово — Песочное — Первомайск — Колхозник. В настоящее время посадка и высадка пассажиров происходит непосредственно на берег. В период навигации действует регулярное сообщение Рыбинск — Песочное и Рыбинск — Колхозник

## Достопримечательности

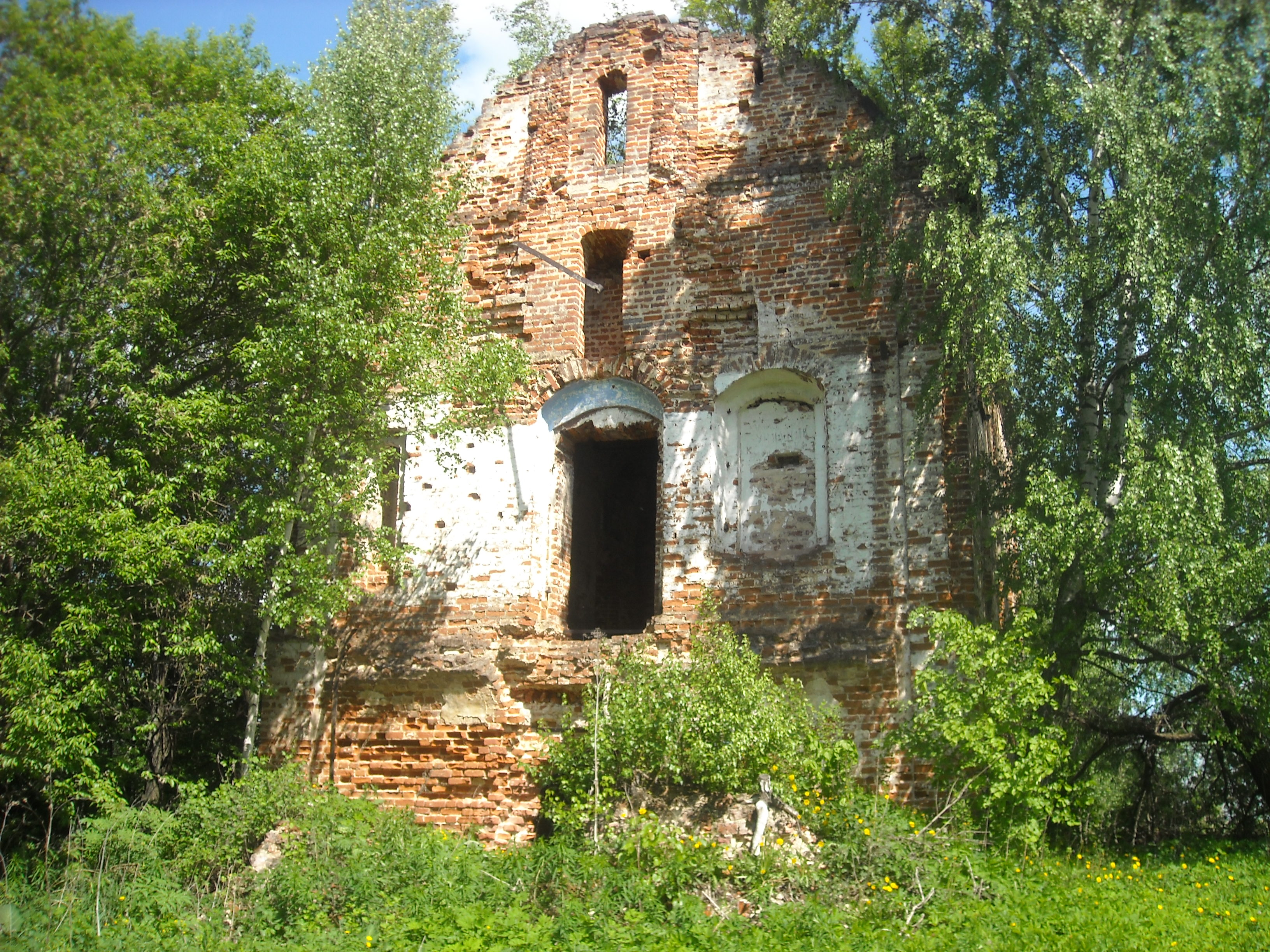
Церковь Введения

В Красном находится несколько памятников истории и культуры:
- Церковь Введения, 1752 г.
- Здание церковно-приходской школы, конец XIX в. — начало XX в.
- Дача акушера Н. Н. Феноменова, конец XIX в. — начало XX в.
- Парк дачи Феноменова, конец XIX в. — начало XX в.
- Загородная усадьба Соболевой, конец XIX в. — начало XX в.
- Парк загородной усадьбы Соболевой, конец XIX в. — начало XX в.